# Ramón Ibars Monsell
Ramón Ibars Monsell (Burjassot, València; 24 d'octubre de 1909-2003) va ser un músic valencià.
Als 12 anys comença els seus estudis de solfeig amb En Francisco Carsí i s'endinsa en l'aprenentatge dels instruments de pols i pua, passant a formar part de la Rondalla de la Societat Coral El Micalet.
Segueix els estudis de solfeig i de violí amb el Mestre de l'Escola Municipal de Música, En Alejandro Peris. Més endavant estudia Piano i Harmonia amb els professors del Conservatori de València, En Juan Cortés i En Pedro Sosa.
Als 17 anys va compondre la seva primera obra «Blanca Barraca», editada a València.
Posteriorment amplia els seus estudis de Contrapunt i Fuga a Madrid, amb el Director de la Banda del Cuerpo de Alabarderos del Rey, En Emilio Vega.
Funda i dirigeix una Orquestra de Cambra al seu poble natal, que es dissol al juliol de 1936.
Viatja i actua en els principals països d'Europa, Àsia i Àfrica amb orquestres semiclássiques i de jazz i també amb el seu propi conjunt músic-vocal, interpretant el violí, piano, saxòfon, clarinet i contrabaix.
Va pertànyer com a violinista a l'Orquestra de Cambra de València, la qual va estrenar la major part de les seues músiques per a concert. Algunes d'aquestes composicions han estat interpretades en l'Iran i Turquia, així com per l'Orquestra del Conservatori Superior de Música del Liceu de Barcelona, sota la direcció del Mestre Luis Ximénez Caballero.
Ha realitzat diverses transcripcions per a Orquestra d'Arc.
Algunes de les seues composicions de música lleugera han estat gravades en disc a París, Madrid i Barcelona.
Figura com a autor des de l'any 1927 en l'antiga Societat d'Autors d'Espanya, i com a membre numerari de l'actual Societat General d'Autors d'Espanya forma part de la Comissió d'Inspecció i Comprovació de Programes en la Delegació de València fins a la data de la seua jubilació.
Va compondre l'Himne de Mislata (València), sent distingit pel seu M.I. Ajuntament amb diversos homenatges, dedicant-li una cèntrica plaça amb el seu nom.
Posteriorment a l'A.P.A. de l'Institut de Batxillerat de Mislata (València) es va formar una Coral que porta el nom de Ramón Ibars.
Va pertànyer a l'Associació de Compositors Simfònics de la Comunitat Valenciana (COSICOVA).